# Balzan Football Club (calcio a 5)
Il Balzan Football Club è una squadra di calcio a 5 maltese con sede a Balzan, sezione di calcio a 5 dell'omonima società calcistica.

## Storia
La nascita dell'attuale società coincide con la fondazione dello ZC Excess che a cavallo del primo decennio vinse due campionati maltesi. Nel 2011, lo ZC Excess si fuse con il "River Plate Bidnija", assumendo la denominazione Excess RP Bidnija, con cui vinse il terzo titolo nazionale. Appena un anno più tardi l'Excess RP Bidnija venne a sua volta assorbita dalla società calcistica del Balzan Football Club, diventandone la sezione di calcio a 5.

## Palmarès
- Campionato maltese: 4
2009-10, 2010-11 (come "ZC Excess")
2011-12 (come "Excess RP Bidnija")
2013-14 (come "Balzan FC")
- Coppa di Malta: 4
2011-12 (come "Excess RP Bidnija")
2012-13, 2013-14, 2014-15 (come "Balzan FC")